# Borgdorf-Seedorf
Borgdorf-Seedorf er en kommune og en by i det nordlige Tyskland, beliggende i Amt Nortorfer Land i den sydøstlige del af Kreis Rendsborg-Egernførde. Kreis Rendsborg-Egernførde ligger i den centrale del af delstaten Slesvig-Holsten.

## Geografi
Borgdorf-Seedorf ligger i Naturpark Westensee, omkring 14 km sydvest for Rendsborg og kan nås via Bundesstraße 205, Bundesautobahn 7 og jernbanen fra Rendsborg mod Neumünster. Ud over Borgdorf og Seedorf ligger også Springwedel i kommunen. Centralt i kommunen ligger den 50 ha store Borgdorfer See.